# Gothica Bononiensia

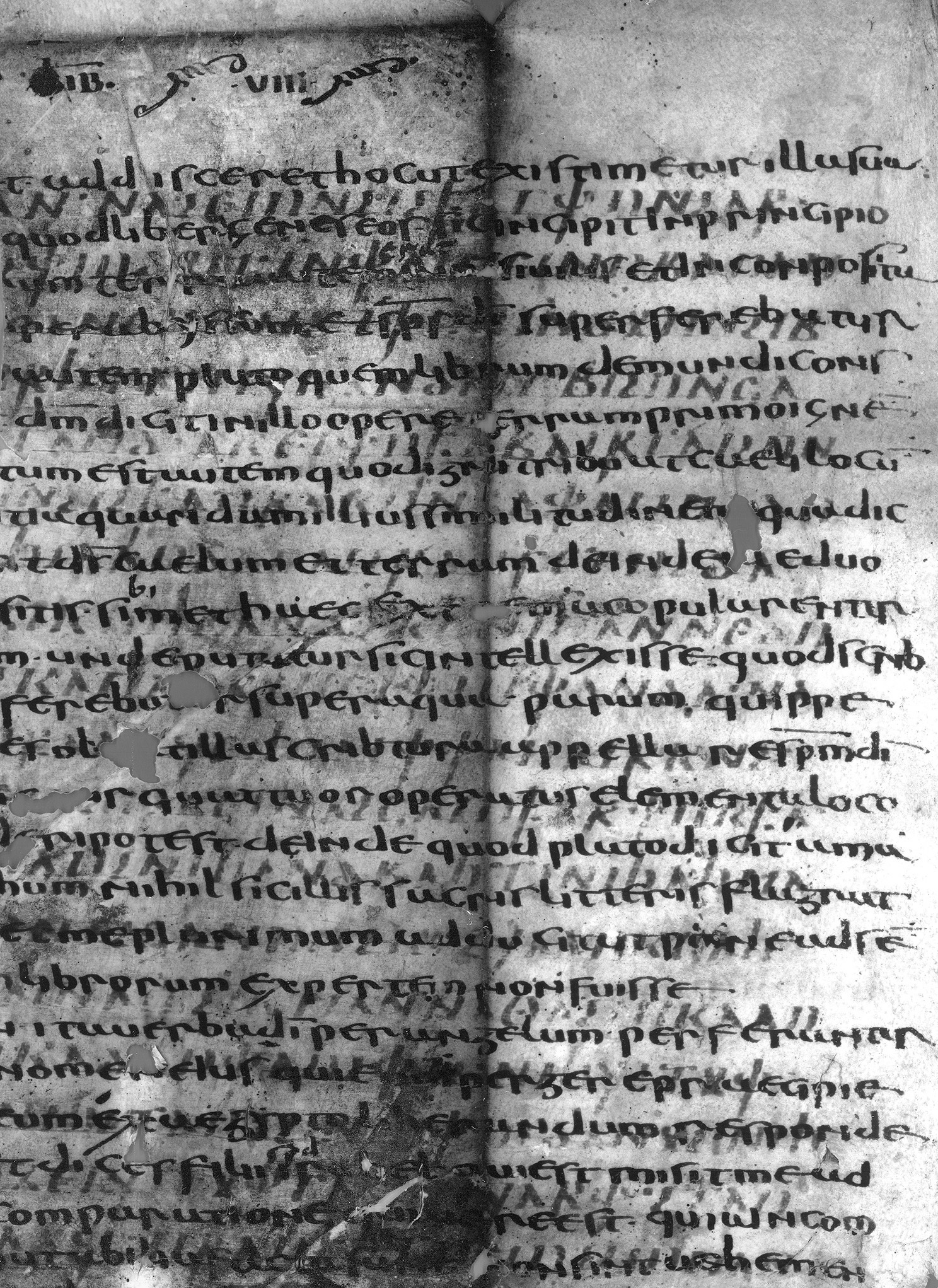
Gothica Bononiensia

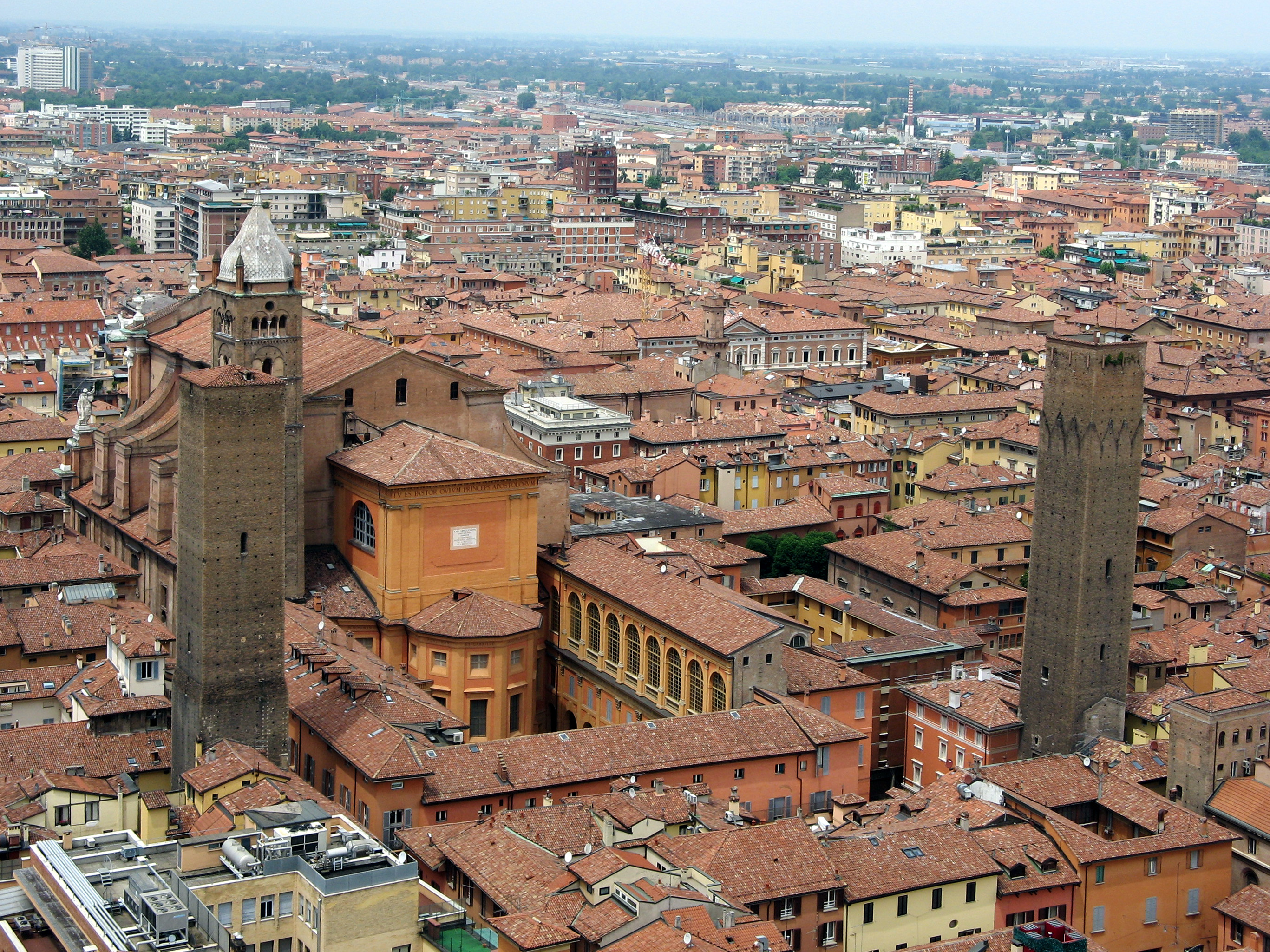
Bazylika św. Piotra w Bolonii

Gothica Bononiensia, Fragmenta Bononiensa – gocki fragment pisany na jednej podwójnej pergaminowej karcie (bifolium). Jest palimpsestem, odkrytym w 2013 roku w bazylice św. Piotra w Bolonii. Fragment datowany jest na VI wiek.

## Opis
Fragment jest palimpsestem, którego dolny tekst zawiera homilię w języku gockim i powstał w północnych Włoszech w VI wieku. Homilia cytuje zarówno Stary, jak i Nowy Testament, m.in. Iz 14,14-15. Tekst górny zawiera „De Civitate Dei” Augustyna z Hippony i jest pisany półuncjałą. Fragment zawiera nowe partie gockiej Biblii, dotychczas niedostępne, dostarcza też nowego materiału filologicznego dla badaczy języka gockiego. Zawiera kilka nieznanych wcześniej słów oraz znane słowa stosuje w nowym znaczeniu. Tekst fragmentu został opublikowany przez Rosę Biancę Finazzi oraz Paolę Tornaghi w 2013.

## Znaczenie dla filologów
Niektóre gockie terminy dotychczas nie poświadczone w żadnym znanym dokumencie były rekonstruowane sztucznie. Są to: farao („faraon”), magaþs („dziewica”), þiuþeins („błogosławieństwo”), unfroþs („głupi”), unsibjis („zły”). Terminy te były podawane w dotychczasowych gockich słownikach, ale oznakowane asteryskiem. Według Finazzi oraz Tornaghi nie istnieje już powód, by były dłużej podawane jako formy rekonstruowane. Ponadto fragment zawiera terminy całkowicie nowe: Nabukaudaunausaur („Nabuchodonozor”), fairjan („odchodzić”), ananamnjan („znakować”, „pseudonim”), atdragan („ciągnąć w dół”), fra[t]rudan („deptać”), gawitan („bronić”), usþinsan („odrywać”, „ciągnąć”).